# Макуильямс, Кэролайн
Кэ́ролайн Ма́ргарет Макуи́льямс (англ. Caroline Margaret McWilliams; 4 апреля 1945[…], Сиэтл, Вашингтон — 11 февраля 2010[…], Лос-Анджелес, Калифорния) — американская актриса.

## Биография
В период с 1967 по 2003 год Макуильямс снялась в 44 фильмах и сериалах, а в 2000 году выступила в качестве режиссёра и сценариста фильма «Давайте разводитесь».
В 1982—1990 годах Кэролайн была замужем за актёром Майклом Китоном (род. 1951), от которого родила своего единственного ребёнка — сына Шона Максвелла Дугласа (род. 27.05.1983).
Скончалась 11 февраля 2010 года в Лос-Анджелесе (штат Калифорния, США) после продолжительной борьбы с миеломной болезнью в 64-летнем возрасте.